# Thomas Bennett (Fußballspieler)
Thomas Samuel „Tommy“ Bennett (* April 1891 in Walton, heute Liverpool; † 11. Januar 1923) war ein englischer Fußballspieler.
Bennett spielte für Halifax Town, den AFC Rochdale und den FC Liverpool. Zu Liverpool kam er während des Ersten Weltkrieges, während dessen regionale Wartime Leagues eingerichtet wurden. In 70 Wartime-League-Spielen erzielte Bennett 77 Tore.
Sein einziges Spiel in der First Division bestritt Bennett 1919. Er erkrankte kurz darauf und starb im Alter von 31 Jahren.